# Estació de Platja de Castelldefels
Platja de Castelldefels, també anomenada Baixador o Castelldefels-Platja, és una estació de ferrocarril propietat d'adif situada a la població de Castelldefels a la comarca del Baix Llobregat. L'estació es troba a la línia Barcelona-Vilanova-Valls per on circulen trens de la línia R2 Sud de Rodalies de Catalunya operat per Renfe Operadora. Es troba paral·lela a la C-32, i dona servei a la platja de Castelldefels.
Aquest baixador de la línia de Vilanova es va construir molt probablement cap a l'any 1931, data en la qual es va redactar el projecte de construcció d'un baixador provisional a la platja de Castelldefels, per atendre l'àmplia marea de banyistes que cada festiu es dirigia durant la temporada de banys des de Barcelona a la platja de Castelldefels, i evitar-lis la caminada des de l'Estació de Castelldefels Poble al mar. Els trens ja hi passaven des de l'any 1881 quan es va obrir el tram entre les Hortes de Sant Beltran al costat de les Drassanes de Barcelona i Vilanova i la Geltrú. Posteriorment l'any 1887 amb la unificació de la línia amb la línia de Vilafranca, els trens van deixar de passar per la carretera del Morrot, per passar per l'actual traçat per Bellvitge. Al segle xx es van fer obres a la línia per duplicar les vies.
L'any 2016 va registrar l'entrada de 293.000 passatgers.
Hi passen altres trens de Mitjana Distància i Llarga Distància, però només els trens de rodalia hi paren.
| Rodalia de Barcelona                        |                |       |               |                        |
| Procedència/Destinació                      | <              | Línia | >             | Procedència/Destinació |
| Sant Vicenç de Calders Vilanova i la Geltrú | Garraf Sitges¹ |       | Castelldefels | Estació de França      |

1. Alguns trens de rodalia no fan parada a Garraf, sent la següent o anterior Sitges.

1. Aquest recorregut de la R2 és provisional fins al 2011 fruit de les obres a Sant Andreu Comtal, per veure quins són els canvis que hi ha hagut vegeu R2 i R10.

## Successos
El 23 de juny de 2010 12 persones van morir i 14 més van resultar ferides en un accident en aquesta estació.